# Joseph Galibardy
Joseph Deville Thomas Galibardy, est un joueur de hockey sur gazon indien né le 10 janvier 1915 à Madras et décédé le 17 mai 2011, à Walthamstow.

## Palmarès

### Jeux olympiques d'été
- Hockey sur gazon aux Jeux olympiques de 1936 à Berlin ( Allemagne)
  -  Médaille d'or en hockey sur gazon